# Aspidoscelis deppei
El huico siete líneas (Aspidoscelis deppei) es una especie de lagarto que pertenece a la  familia Teiidae. Es nativo de México, Guatemala, El Salvador, Honduras, Nicaragua, y Costa Rica.  Su rango altitudinal oscila entre 0 y 1200 m s. n. m..

## Taxonomía
Se reconocen las siguientes subespecies:
- Aspidoscelis deppei infernalis (Duellman & Wellman, 1960)
- Aspidoscelis deppei deppei (Wiegmann, 1834)
- Aspidoscelis deppei schizophorus (Smith & Brandon, 1968)